# Teatro Comunale Vittorio Alfieri
Il Teatro comunale "Vittorio Alfieri" si trova a Castelnuovo di Garfagnana. Con i suoi 510 posti a sedere è il secondo teatro della provincia, dopo il Teatro del Giglio di Lucca. Fu inaugurato la sera del 22 agosto 1860, con il melodramma La straniera di Vincenzo Bellini.
Il teatro era stato voluto da un gruppo di maggiorenti locali, fra cui il conte Giovanni Carli e Antonio Vittoni: il conte Carli stesso progettò la struttura ispirandosi probabilmente ad elementi decorativi presenti nel teatro del Giglio di Lucca. L'edificio presenta un ampio atrio, la platea a ferro di cavallo, tre ordini di 17 palchi più il loggione. Le opere pittoriche furono realizzate dal castelnovese Davide Franchi.
Intatto dopo la seconda guerra mondiale, venne trasformato in sala cinematografica, fino alla sua chiusura nel 1990. Il 9 settembre 2006, con un concerto sinfonico dell'Orchestra regionale toscana, il teatro è stato nuovamente inaugurato dopo i restauri. Nel 2010 Maurizio Tamellini, ex ballerino del Teatro alla scala di Milano, è stato direttore artistico del dipartimento danza.